# San Mauro Forte
San Mauro Forte – miejscowość i gmina we Włoszech, w regionie Basilicata, w prowincji Matera. Według danych z 31 grudnia 2016 gminę zamieszkiwało 1505 osób.